# Saison 2016 de l'équipe cycliste Wilier Triestina-Southeast
La saison 2016 de l'équipe cycliste Wilier Triestina-Southeast est la huitième de cette équipe. L'équipe s'appelle Southeast-Venezuela du 1er janvier au 3 mai inclus puis prend Wilier Triestina-Southeast comme nouvelle appellation le lendemain au départ du Tour d'Azerbaïdjan.

## Préparation de la saison 2016

### Arrivées et départs
| Arrivées           | Équipe 2015                 |
| ------------------ | --------------------------- |
| Julen Amézqueta    | Café Baqué-Conservas Campos |
| Rafael Andriato    | Southeast                   |
| Matteo Draperi     | UC Monaco                   |
| Gilbert Ducournau  | Live Well-Bountiful Bicycle |
| Yonder Godoy       | Androni Giocattoli-Sidermec |
| Daniel Martínez    | Colombia                    |
| Filippo Pozzato    | Lampre-Merida               |
| Cristian Rodríguez | Caja Rural amateur          |
| Enrique Sanz       | Movistar                    |
| Mirko Trosino      | Mastromarco Sensi Dover     |

| Départs             | Équipe 2016                 |
| ------------------- | --------------------------- |
| Rafael Andriato     | Memorial-Santos-Fupes       |
| Ramón Carretero     | suspension                  |
| Giorgio Cecchinel   | Androni Giocattoli-Sidermec |
| Samuele Conti       | suspension                  |
| Andrea Dal Col      | ?                           |
| Elia Favilli        | Meridiana Kamen             |
| Mauro Finetto       | Unieuro Wilier              |
| Francesco Gavazzi   | Androni Giocattoli-Sidermec |
| Jonathan Monsalve   | ?                           |
| Alessandro Petacchi | retraite                    |
| Simone Ponzi        | CCC Sprandi Polkowice       |
| Luca Wackermann     | Al Nasr Dubaï               |

## Coureurs et encadrement technique

### Effectif

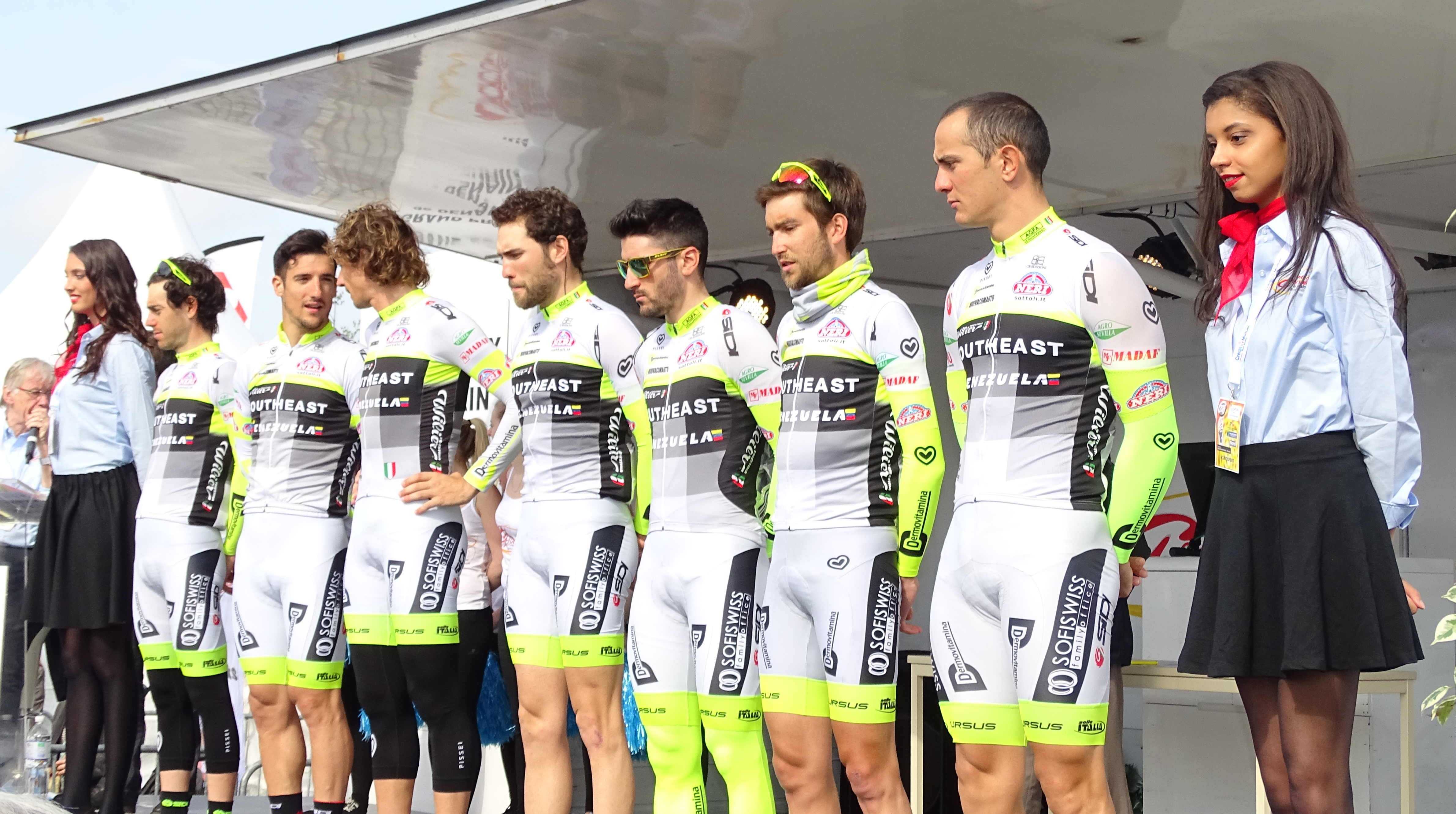
Matteo Busato, Enrique Sanz, Filippo Pozzato, Matteo Draperi, Liam Bertazzo, Gilbert Ducournau et Andrea Dal Col lors du Grand Prix de Denain.

| Cycliste           | Date de naissance | Nationalité | Équipe 2015                 |  |
| ------------------ | ----------------- | ----------- | --------------------------- |  |
| Julen Amézqueta    | 12 août 1993      | Espagne     | Café Baqué-Conservas Campos |  |
| Rafael Andriato    | 20 octobre 1987   | Brésil      | Southeast                   |  |
| Manuel Belletti    | 14 octobre 1985   | Italie      | Southeast                   |  |
| Liam Bertazzo      | 17 février 1992   | Italie      | Southeast                   |  |
| Matteo Busato      | 20 décembre 1987  | Italie      | Southeast                   |  |
| Samuele Conti      | 14 septembre 1991 | Italie      | Southeast                   |  |
| Andrea Dal Col     | 30 avril 1991     | Italie      | Southeast                   |  |
| Matteo Draperi     | 17 janvier 1991   | Italie      | UC Monaco                   |  |
| Gilbert Ducournau  | 25 septembre 1992 | Venezuela   | Live Well-Bountiful Bicycle |  |
| Andrea Fedi        | 29 mai 1991       | Italie      | Southeast                   |  |
| Giuseppe Fonzi     | 2 août 1991       | Italie      | Southeast                   |  |
| Tomás Gil          | 23 mai 1977       | Venezuela   | Southeast                   |  |
| Yonder Godoy       | 19 avril 1993     | Venezuela   | Androni Giocattoli-Sidermec |  |
| Jakub Mareczko     | 30 avril 1994     | Italie      | Southeast                   |  |
| Daniel Martínez    | 25 avril 1995     | Colombie    | Colombia                    |  |
| Filippo Pozzato    | 10 septembre 1981 | Italie      | Lampre-Merida               |  |
| Cristian Rodríguez | 3 mars 1995       | Espagne     | Caja Rural amateur          |  |
| Enrique Sanz       | 11 septembre 1989 | Espagne     | Movistar                    |  |
| Mirko Tedeschi     | 5 janvier 1989    | Italie      | Southeast                   |  |
| Mirko Trosino      | 19 octobre 1992   | Italie      | Mastromarco Sensi Dover     |  |
| Eugert Zhupa       | 4 avril 1990      | Albanie     | Southeast                   |  |
| Stagiaire          | Date de naissance | Nationalité | Équipe 2016                 |  |
| Jhonatan Cañaveral | 16 janvier 1990   | Colombie    | Telcom-Gimex                |  |
| Xuban Errazkin     | 25 août 1996      | Espagne     | Café Baqué-Conservas Campos |  |
| Cristian Raileanu  | 24 janvier 1993   | Moldavie    | Gaiaplast Bibanese          |  |

Portraits
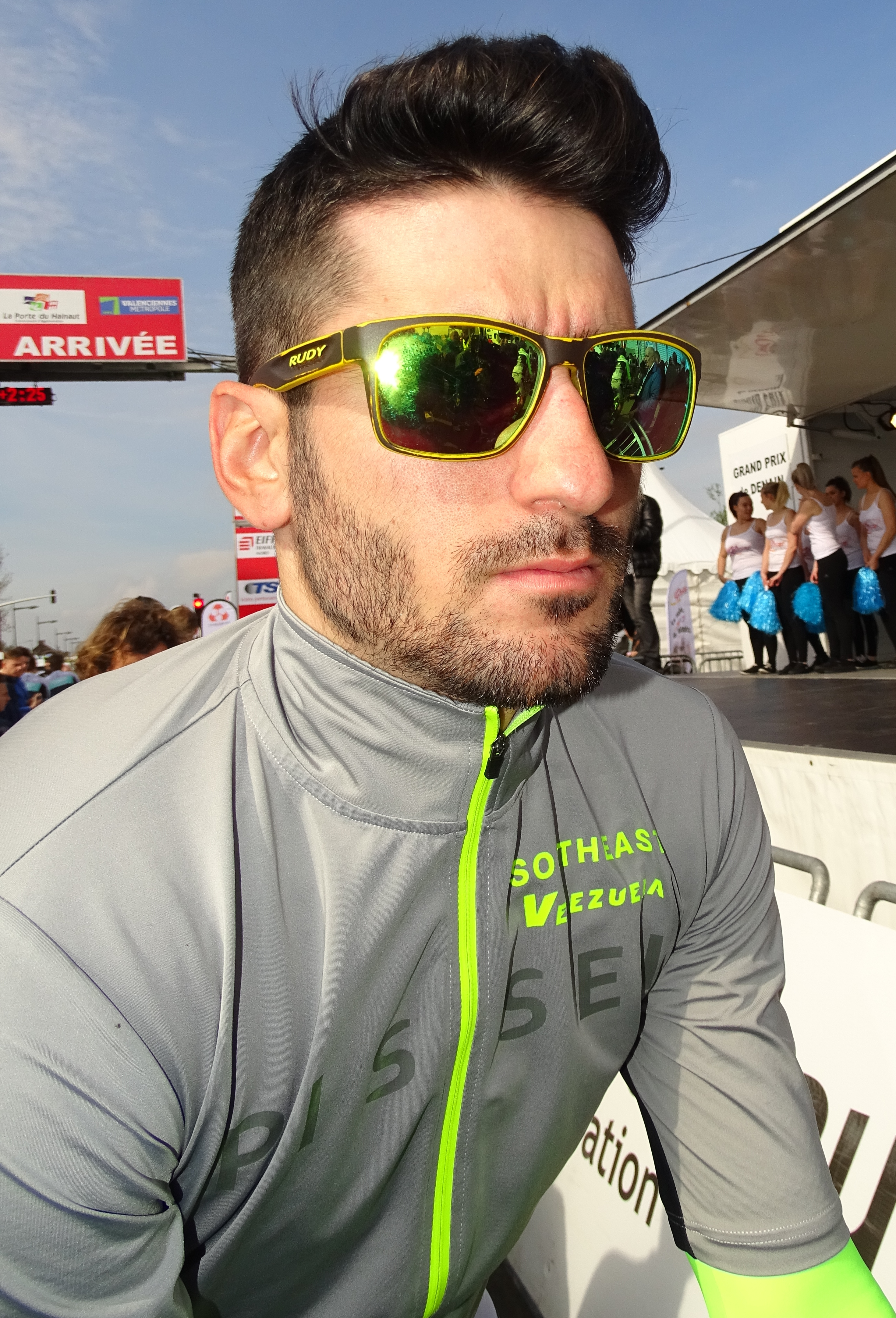
Liam Bertazzo.
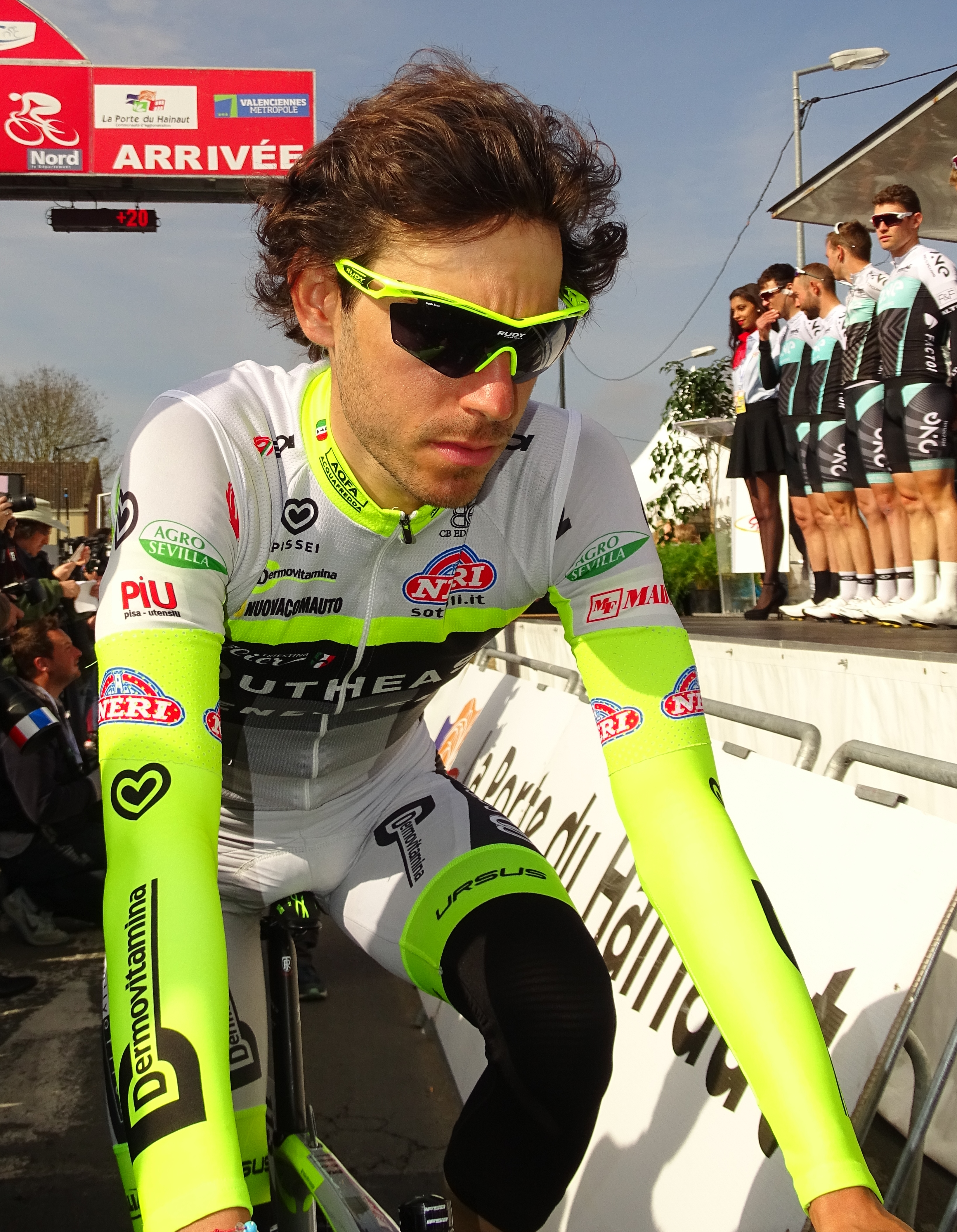
Matteo Busato.
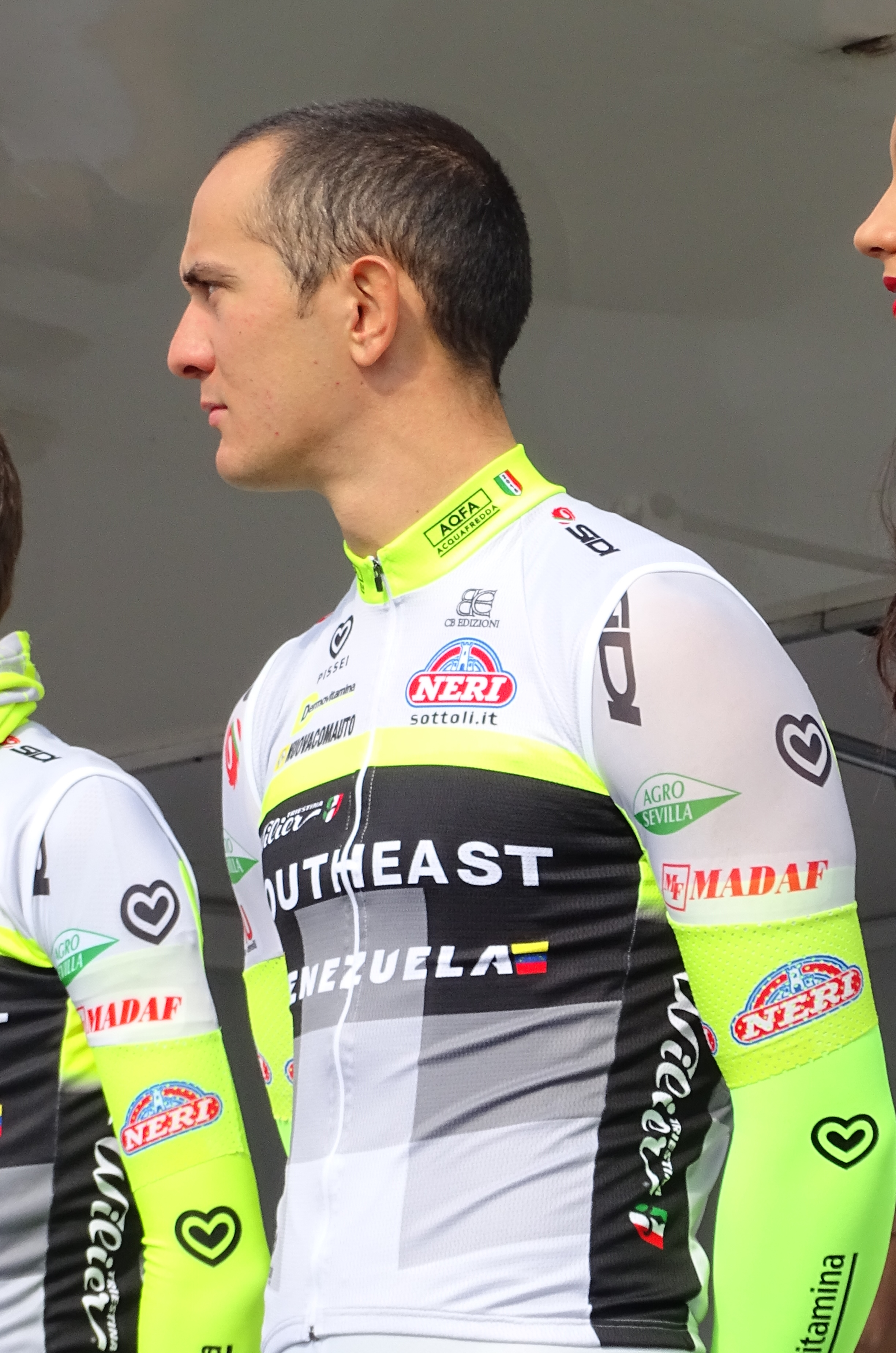
Andrea Dal Col.
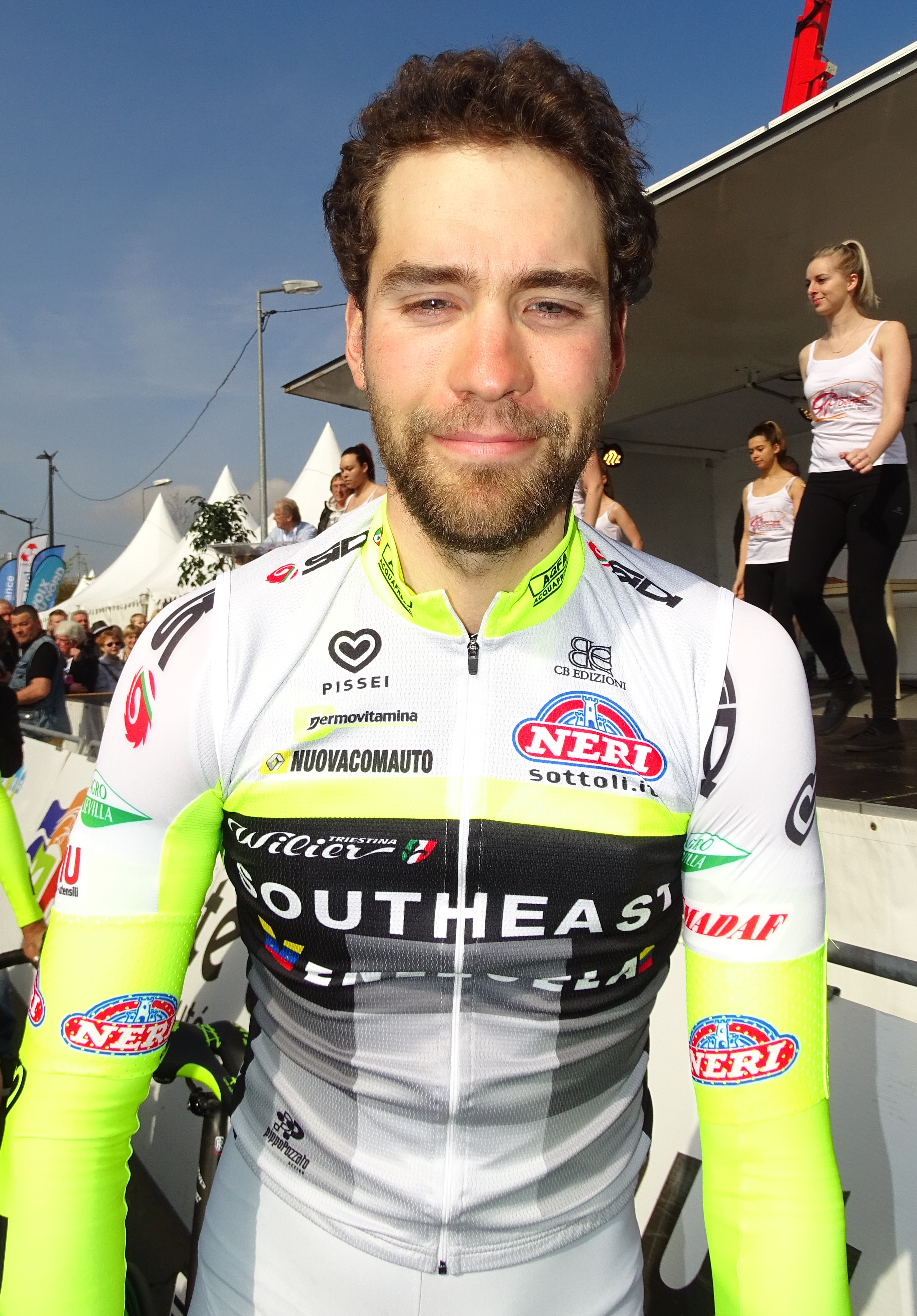
Matteo Draperi.
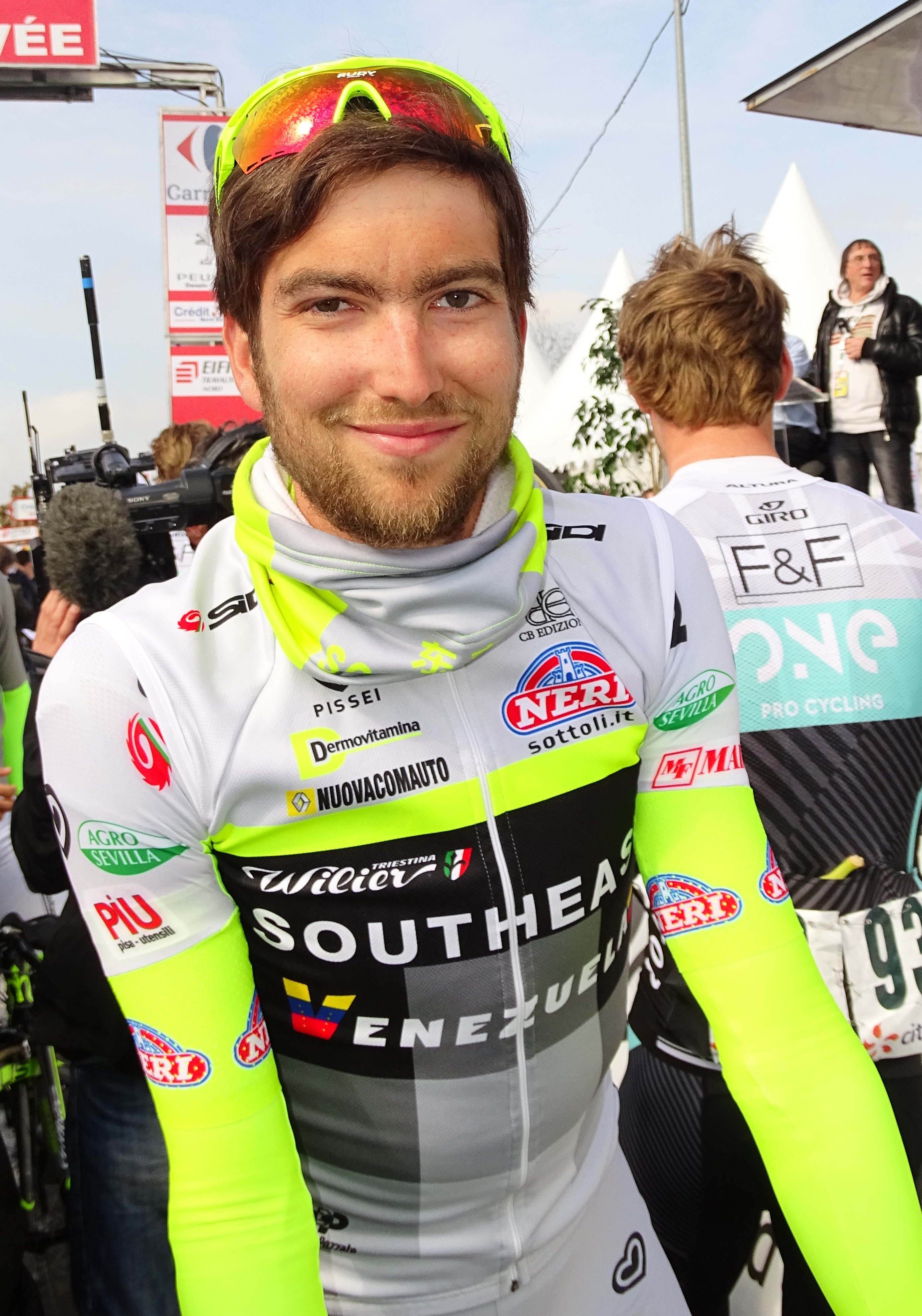
Gilbert Ducournau.
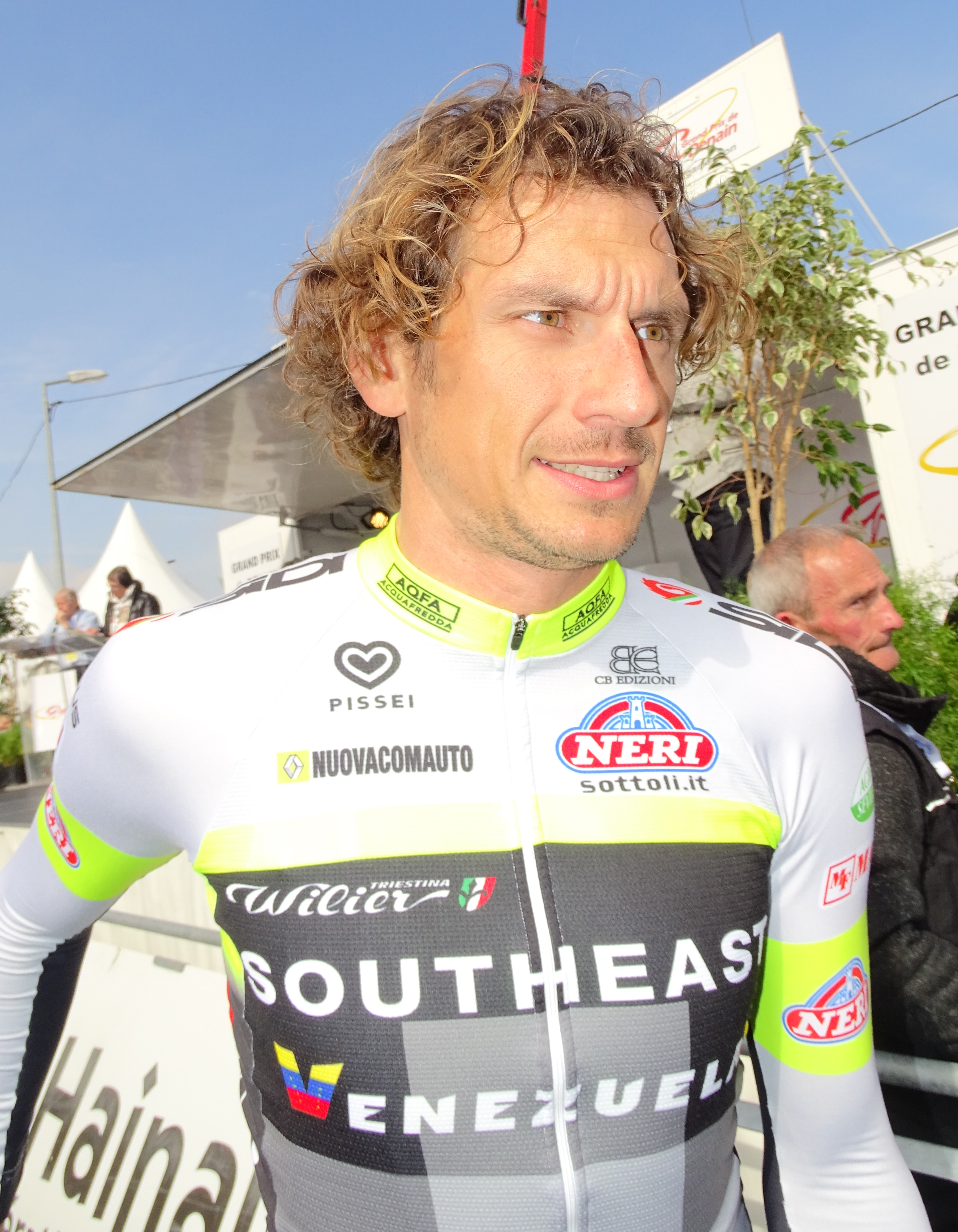
Filippo Pozzato.
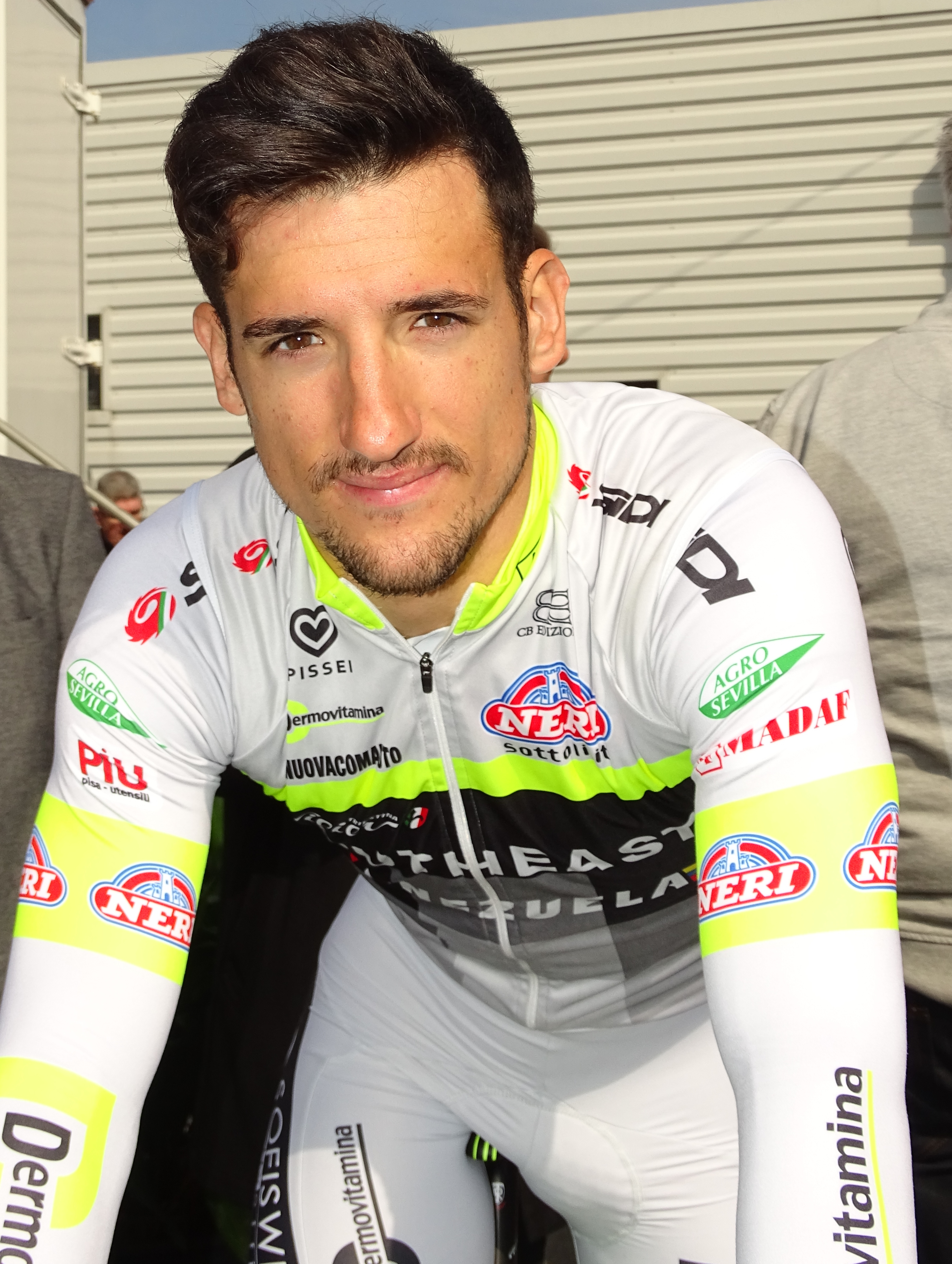
Enrique Sanz.

## Bilan de la saison

### Victoires
| Date       | Course                                                   | Pays     | Classe | Vainqueur       |
| ---------- | -------------------------------------------------------- | -------- | ------ | --------------- |
| 14/02/2016 | Trofeo Laigueglia                                        | Italie   | 1.HC   | Andrea Fedi     |
| 29/02/2016 | 6e étape du Tour de Langkawi                             | Malaisie | 2.HC   | Jakub Mareczko  |
| 24/03/2016 | 1rea étape de la Semaine internationale Coppi et Bartali | Italie   | 2.1    | Manuel Belletti |
| 26/03/2016 | 3e étape de la Semaine internationale Coppi et Bartali   | Italie   | 2.1    | Jakub Mareczko  |
| 28/04/2016 | 5e étape du Tour de Turquie                              | Turquie  | 2.HC   | Jakub Mareczko  |
| 01/05/2016 | 8e étape du Tour de Turquie                              | Turquie  | 2.HC   | Jakub Mareczko  |
| 24/06/2016 | Championnat d'Albanie du contre-la-montre                | Albanie  | CN     | Eugert Zhupa    |
| 25/06/2016 | Championnat d'Albanie sur route                          | Albanie  | CN     | Eugert Zhupa    |
| 03/07/2016 | Balkan Elite Road Classics                               | Albanie  | 2.2    | Eugert Zhupa    |
| 18/07/2016 | 2e étape du Tour du lac Qinghai                          | Chine    | 2.HC   | Jakub Mareczko  |
| 28/07/2016 | 11e étape du Tour du lac Qinghai                         | Chine    | 2.HC   | Jakub Mareczko  |
| 30/07/2016 | 13e étape du Tour du lac Qinghai                         | Chine    | 2.HC   | Jakub Mareczko  |
| 22/10/2016 | 1re étape du Tour de Hainan                              | Chine    | 2.HC   | Rafael Andriato |
| 2/11/2016  | Tour of Yancheng Coastal Wetlands                        | Chine    | 1.2    | Jakub Mareczko  |
| 06/11/2016 | 1re étape du Tour du lac Taihu                           | Chine    | 2.1    | Jakub Mareczko  |
| 07/11/2016 | 2e étape du Tour du lac Taihu                            | Chine    | 2.1    | Jakub Mareczko  |
| 11/11/2016 | 6e étape du Tour du lac Taihu                            | Chine    | 2.1    | Jakub Mareczko  |

### Résultats sur les courses majeures
Les tableaux suivants représentent les résultats de l'équipe dans les principales courses du calendrier international dans lesquelles l'équipe bénéficie d'une invitation (les cinq classiques majeures et les trois grands tours). Pour chaque épreuve est indiqué le meilleur coureur de l'équipe, son classement ainsi que les accessits glanés par Wilier Triestina-Southeast sur les courses de trois semaines.

#### Classiques
| Classique            | Milan-San Remo | Tour des Flandres | Paris-Roubaix | Liège-Bastogne-Liège | Tour de Lombardie |
| -------------------- | -------------- | ----------------- | ------------- | -------------------- | ----------------- |
| Coureur (classement) |                |                   |               |                      |                   |

#### Grands tours
| Grand tour           | Tour d'Italie       | Tour de France | Tour d'Espagne |
| -------------------- | ------------------- | -------------- | -------------- |
| Coureur (classement) | Matteo Busato (57e) |                |                |
| Accessits            |                     |                |                |